# Juan Bautista Maíno
Fray Juan Bautista Maíno, Maino o Mayno (Pastrana, Guadalajara, bautizado el 15 de octubre de 1581-Madrid, 1 de abril de 1649) fue un pintor barroco español, figura clave en la introducción del naturalismo en la península.

## Biografía

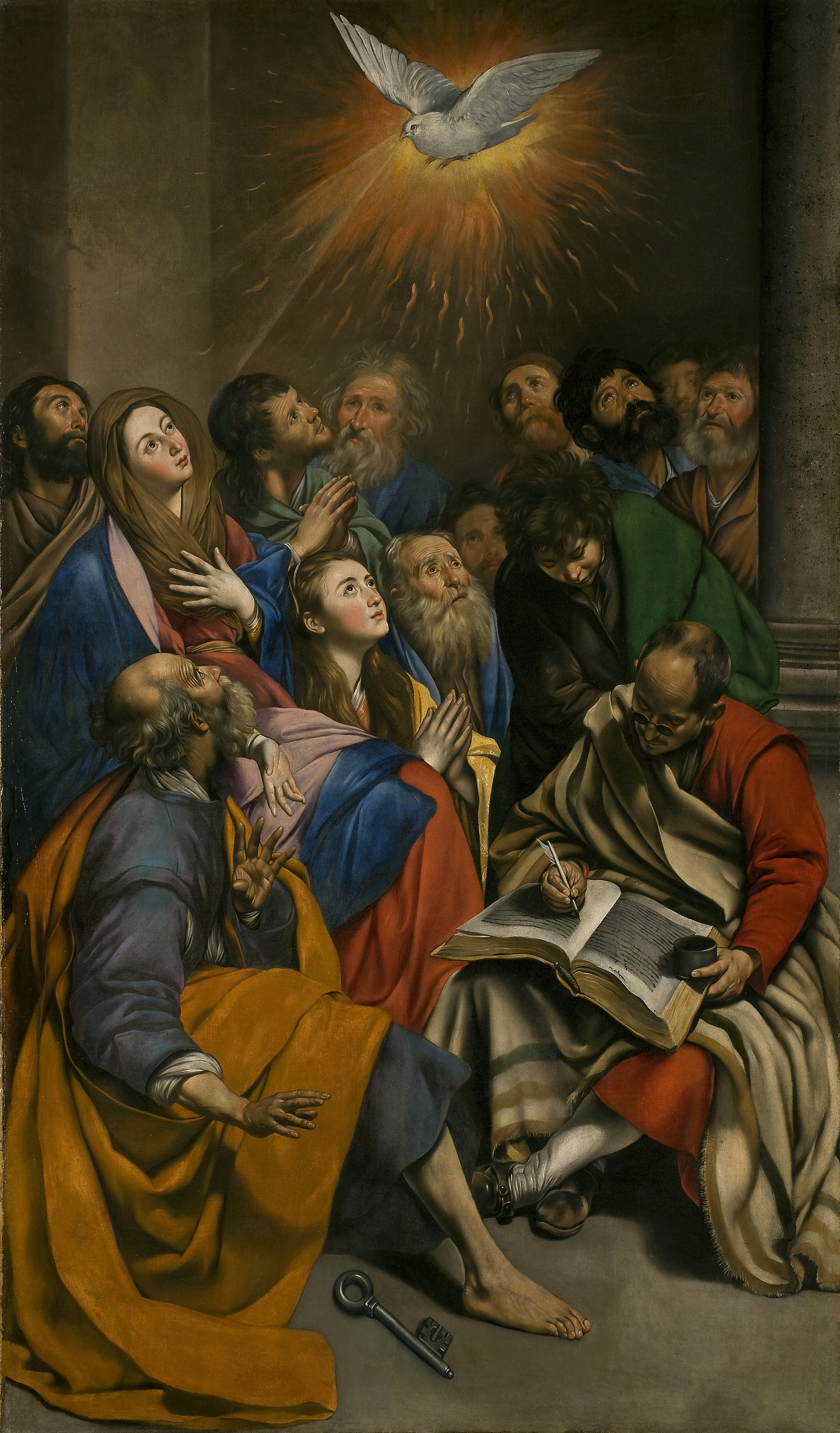
Pentecostés, 1612-1614 (Museo del Prado, Madrid).

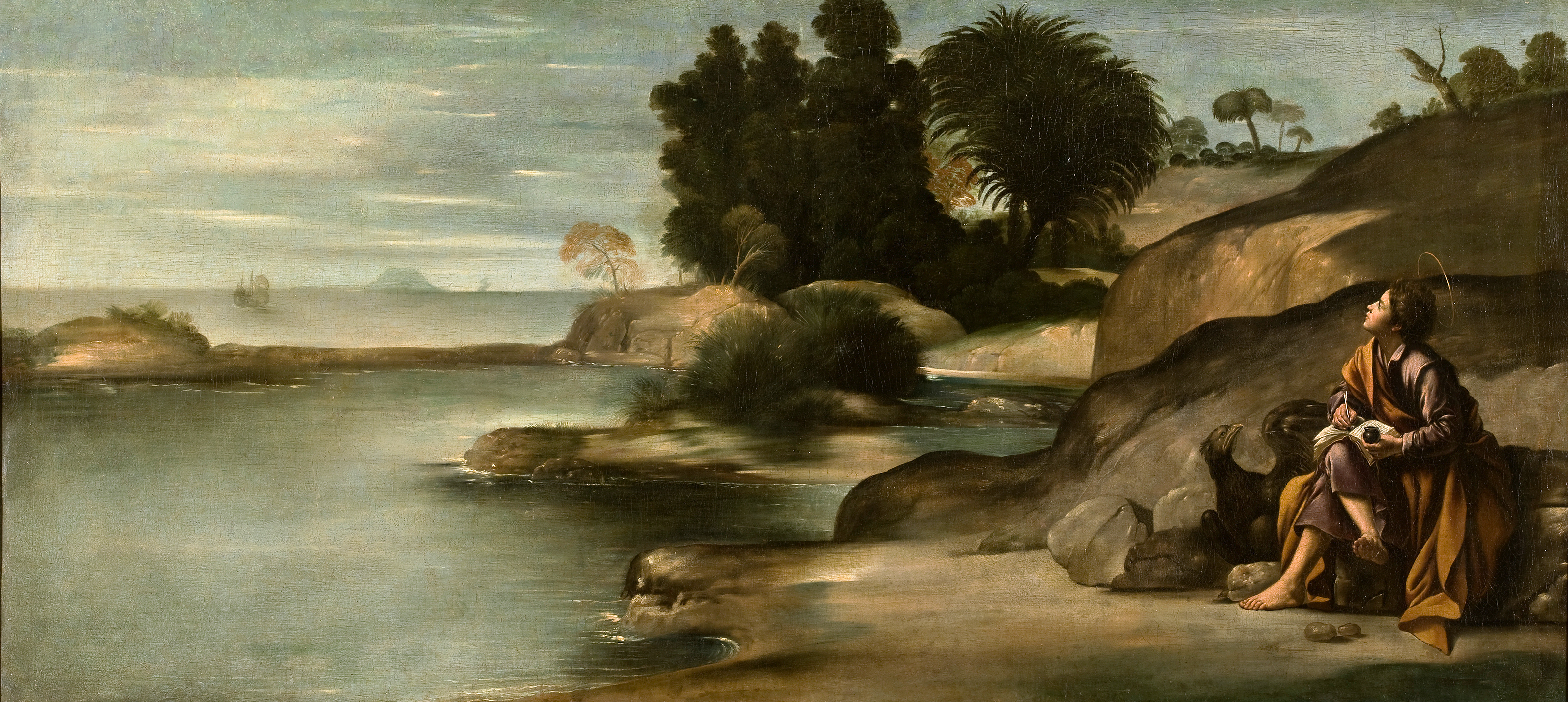
Paisaje con San Juan Evangelista, 1612-1614, óleo sobre lienzo, 74 x 163 cm. (Museo del Prado, Madrid).

Sus padres fueron un comerciante de paños milanés y una noble portuguesa que estuvieron al servicio de la duquesa de Pastrana, la famosa Princesa de Éboli. 
La estancia en Italia, mencionada solo por Jusepe Martínez entre los tratadistas antiguos, solo se ha visto confirmada por el hallazgo de la partida bautismal de un hijo natural del pintor en la parroquia romana de San Lorenzo in Lucina el 17 de octubre de 1605. Es posible que su llegada a Italia se hubiese producido a mediados del año anterior y aún permanecía en Roma en 1609 y 1610, años en los que aparece registrado en los censos elaborados por Pascua florida en la parroquia de Sant'Andrea delle Fratte, en los que no se encuentran ni el pequeño ni la madre, Ana de Vargas, también española, quizá fallecidos.
En marzo de 1611 se instala en Toledo y en 1612 pinta para los dominicos el Retablo de las cuatro Pascuas, ahora en el Museo del Prado, acaso su obra más conocida. Son especialmente reseñables los lienzos de La Adoración de los Reyes Magos y La Adoración de los pastores, de formato monumental y vistoso colorido. 
El 20 de junio de 1613, Maíno ingresó en la Orden de Santo Domingo y vivió en su monasterio de San Pedro Mártir, en Toledo. Ello redujo su actividad artística, aunque a esta época pertenece otra Adoración de los pastores, actualmente en el Museo del Hermitage de San Petersburgo. Este tema bíblico fue tratado varias veces por Maíno; otra versión se guarda en el Museo Meadows de Dallas. 
Felipe III lo llamó a la Corte en 1620 para que fuera maestro de dibujo del futuro Felipe IV, ya que era famoso en esta disciplina que aprendió en Italia y desarrolló luego en Toledo. Por entonces Maíno trabó amistad con Diego Velázquez, a quien protegió; le eligió en un concurso público para pintar el tema de La expulsión de los moriscos. Este cuadro afianzó la posición del joven Velázquez en la corte madrileña, aunque tristemente no se conserva pues resultó destruido en el incendio del Alcázar de Madrid de 1734. 
Maíno murió en el convento de Santo Tomás de Madrid, en 1649. Uno de sus discípulos parece fue Juan Ricci.

## Obra
Hasta 1958 la crítica había considerado a Maíno un pintor italiano, tanto por su formación en Italia como por el origen de su padre. Casi toda su obra es de temática religiosa, y entra dentro del naturalismo tenebrista de Caravaggio y su principal discípulo, Orazio Gentileschi. 

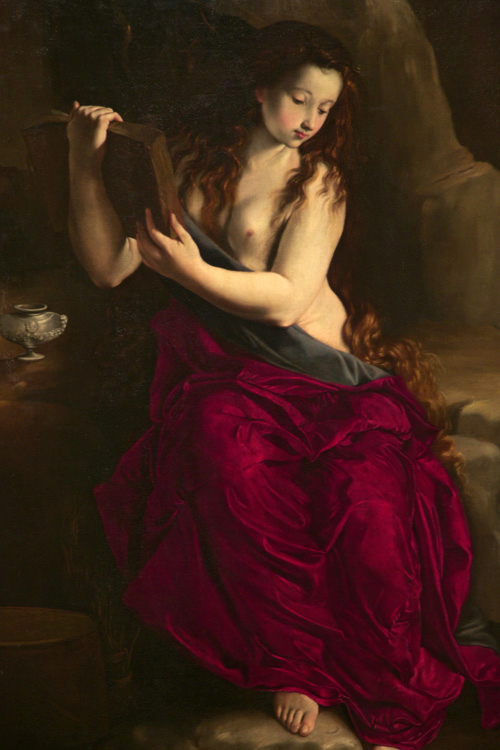
Magdalena penitente, 1615 (Spanish Gallery, Bishop Auckland, County Durham).

Destacan dos óleos de gran tamaño, pintados ambos en 1612, que hoy se encuentran en el Museo del Prado: la Adoración de los Magos, por un lado, y la Adoración de los pastores, por otro. En ellos se aprecia la influencia del caravaggismo, que conoció de primera mano durante su visita a Roma, si bien suaviza los rasgos naturalistas y se recrea en las texturas y los materiales lujosos, más de acuerdo con Gentileschi. En dichos cuadros se aprecia una composición abigarrada, a pesar de lo cual tanto las poses como los gestos ofrecen una imagen dinámica y plena de acción y movimiento; su realismo se deja notar, por ejemplo, en el primero de estos cuadros, en la descripción del rey Baltasar con un tipo africano perfectamente plasmado, de forma que no se puede decir haya sido representado como el estereotipo acostumbrado de europeo teñido de negro.
En cuanto a sus pinturas de temas profanos, muy escasas, se cree que ocultan cierto contenido crítico sobre la política y la sociedad de su época que no ha sido todavía bien estudiado; abundan en ellas los símbolos. Destacan en este sentido los dibujos y grabados sobre Felipe IV y el cuadro La recuperación de Bahía de Todos los Santos, que puede contemplarse en el Museo del Prado, alusivo a una acción militar en el puerto de San Salvador de Bahía (Brasil). 
De su actividad como retratista se mencionaba su destreza en las efigies en miniatura, si bien las pocas que subsisten son de autoría dudosa y se hallan en museos extranjeros. Se conocían dos retratos a tamaño natural (Retrato de un caballero en el Museo del Prado, y Retrato de un monje dominico en el Ashmolean Museum de Oxford), a los que se han sumado varios recientemente atribuidos.
El Museo del Prado de Madrid posee el mejor conjunto de obras de este artista, y le abrió una exposición antológica en octubre de 2009. Esta muestra permitió reunir varias obras de nueva atribución. En 2018 el Prado adquirió un pequeño San Juan Bautista pintado en cobre, singular en la producción de Maíno por estar firmado y por su cronología temprana, raro ejemplo de lo aprendido en Roma.

## Catálogo de obras
- San Juan Bautista (1608-10, Kunstmuseum, Basilea), obra antiguamente atribuida a Caravaggio.
- Conversión de San Pablo (c. 1610, Colección particular, Madrid)
- Conversión de San Pablo (c. 1614, MNAC, Barcelona)[3]
- San Pedro arrepentido (a. 1612, Colección particular, Barcelona)
- Paisaje con San Juan Bautista (a. 1613, Colección particular, Madrid)
- Paisaje con María Magdalena penitente (a. 1613, Colección particular, Madrid)
- Frescos de la Capilla Mayor del Convento de San Pedro Mártir (1611-13, Toledo)

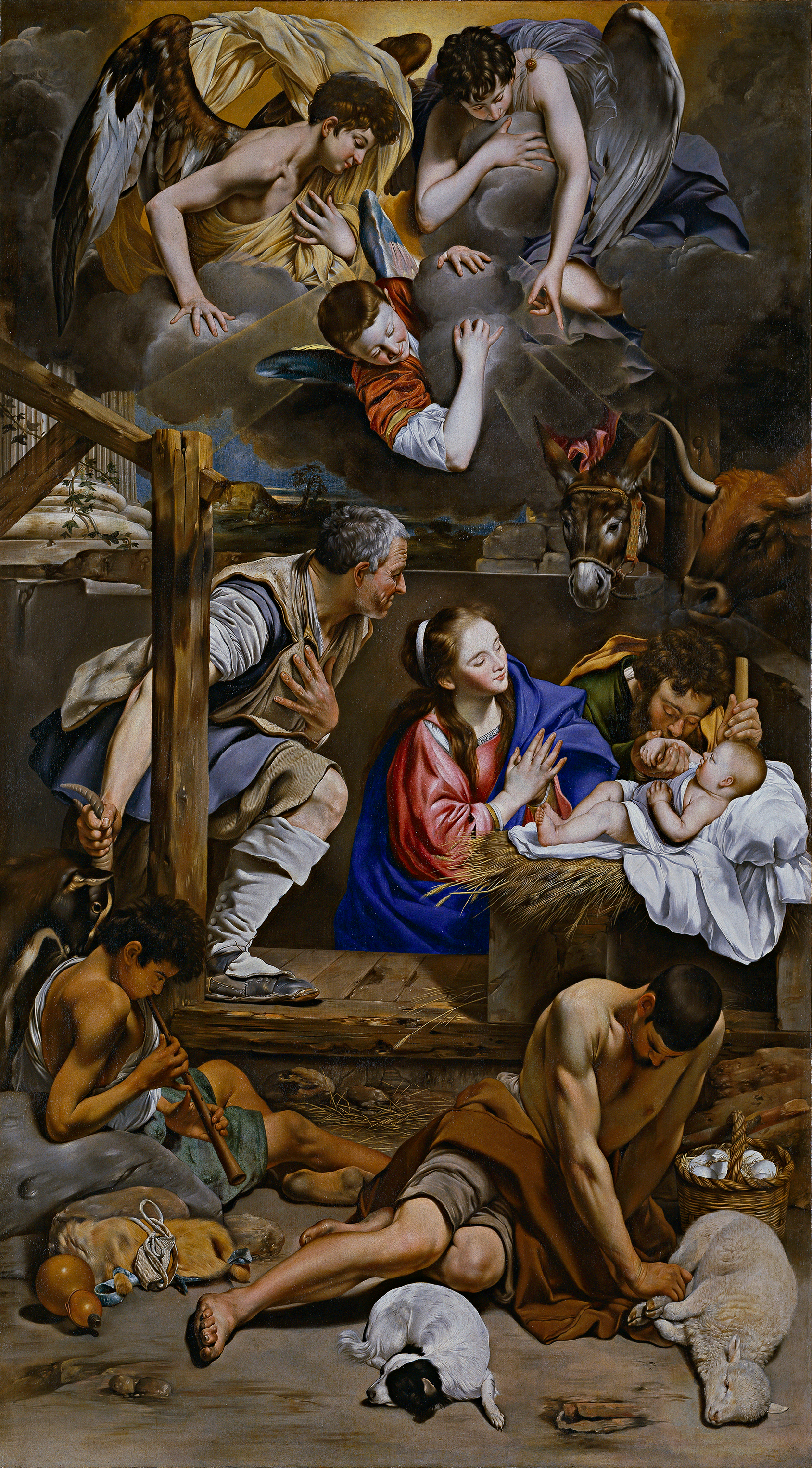
Adoración de los pastores (1611-1613) de Juan Bautista Maíno (Museo del Prado, Madrid).

- Retablo de San Pedro Mártir de Toledo (1612-14, Museo del Prado, Madrid)
  - Adoración de los pastores
  - Adoración de los Reyes Magos
  - Resurrección de Cristo
  - Pentecostés
  - San Juan Bautista en el desierto
  - San Juan Evangelista en Patmos
  - Magdalena penitente en la gruta de Sainte-Baume
  - San Antonio Abad en un paisaje
  - Santo Domingo de Guzmán (depositado en el Museo Víctor Balaguer de Vilanova i la Geltru)
  - Santa Catalina de Siena (depositado en el Museo de Vilanova i la Geltru)
- Retablo de la Anunciación (Museo del Prado)
  - Trinidad (1612-20)
  - Anunciación (1610)
- Resurrección de Cristo (Gemäldegalerie Alte Meister, Dresde)
- Crucifixión (Colección particular, Zaragoza)
- Imposición de la casulla a San Ildefonso (paradero desconocido)
- Virgen de Belén (paradero desconocido)
- Adoración de los pastores (Colección particular)
- Magdalena penitente (1615, Spanish Gallery, Bishop Auckland, County Durham )
- Pentecostés (1615-20, Museo del Prado)
- Retrato de caballero (1618-23, Museo del Prado)
- Frescos del sotocoro del Convento de San Pedro Mártir (1620-24, Toledo)
- San Jacinto (1620-24, San Pedro Mártir, Toledo)
- Retrato de Felipe IV (1623-25, Bayerisches Nationalmuseum, Múnich), miniatura, atribución dudosa.
- Retrato de caballero (1625, Bayerisches Nationalmuseum, Múnich), miniatura, atribución dudosa.
- San Agabo (The Bowes Museum, County Durham)
- Adoración de los pastores (Museo del Hermitage, San Petersburgo)
- Adoración de los pastores (Meadows Museum, Dallas)
- Retrato del arzobispo José de Melo (Cabildo Catedralicio, Évora), atribución dudosa.
- Santo Domingo en Soriano (1629, Museo del Prado)
- Santo Domingo en Soriano (1629, Museo del Hermitage, San Petersburgo)
- Retablo de los Miranda (c. 1629, Colegiata de Pastrana)
  - Don Juan Miranda con San Francisco de Asís
  - Doña Ana Hernández con San Juan Bautista
- La recuperación de Bahía de Todos los Santos (1634-35, Museo del Prado)
- Retrato de un monje dominico (1635-40, Ashmolean Museum, Oxford)
- Retablo de las fiestas de la Virgen para el Monasterio de San Jerónimo de Espeja" (1636, desaparecido)
- Fray Alonso de Santo Tomás (1648-49, Museo Nacional d'Art de Catalunya, Barcelona)
- Sagrada Familia (Catedral de Alcalá de Henares)